# Begonia fernandoi-costae
Espèce
Synonymes
- Begonia fernandoi-costae subsp. fernandoi-costae[1]

Begonia fernandoi-costae est une espèce de plantes de la famille des Begoniaceae.
L'espèce fait partie de la section Pritzelia.
Elle a été décrite en 1953 par Edgar Irmscher (1887-1968).

## Répartition géographique
Cette espèce est originaire du pays suivant : Brésil.

## Liste des sous-espèces
Selon Catalogue of Life (6 février 2017) :
- sous-espèce Begonia fernandoi-costae subsp. fernandoi-costae
- sous-espèce Begonia fernandoi-costae subsp. proxima

Selon World Checklist of Selected Plant Families (WCSP) (6 février 2017) :
- sous-espèce Begonia fernandoi-costae subsp. fernandoi-costae
- sous-espèce Begonia fernandoi-costae subsp. proxima Irmsch. (1953)